# Бабёф, Гракх
Гракх Бабёф (фр. Gracchus Babeuf, имя взято в честь античных Гракхов; настоящее имя — Франсуа́ Ноэ́ль Бабёф, фр. François Noël Babeuf; 23 ноября 1760, Сен-Кантен — 27 мая 1797, Вандом) — французский революционный коммунист-утопист, февдист, руководитель движения «во имя равенства» во время Директории.

## Биография
Родился в бедной, многодетной семье бывшего солдата, ставшего служащим. С детства узнал тяжесть изнурительного физического труда на строительстве Пикардийского канала, затем получил место писца и ученика у нотариуса. В 21 год (1781) получил самостоятельную практику февдиста-архивиста (юриста, специалиста по сеньориальному праву), разработал новую систему составления сеньориальных описей. В 1782 году женился на служанке Мари-Анн Лангле (1757—после 1840) и обосновался в Руа, где прожил до 1792 года.
Под влиянием идей Руссо и Мабли (позднее Морелли) стал убеждённым сторонником общества «совершенного равенства», в котором отсутствовала бы частная собственность. Уже в 1785 году разработал план создания «коллективных ферм» вместо крупных земельных владений. Был активным участником революции в Пикардии, и, не теряя из виду свой конечный идеал, с присущим ему политическим чутьём стремился использовать такие события повседневной борьбы, которые могли бы активизировать народные массы. Распространение революционных идей вошло в противоречие с профессиональной деятельностью Бабёфа и побудило его в 1789 предпринять поездку в Париж, где он застал взятие Бастилии. 22 октября 1789 года — первое открытое выступление Бабёфа, направленное против избирательного ценза. В 1790 году за организацию движения против уплаты косвенных налогов и деятельное участие в нём Бабёф был арестован в Руа и препровождён в Париж, в тюрьму Консьержери. Откуда его освободили при содействии Ж. П. Марата. Выпущенный на свободу, он вскоре вновь подвергнут краткосрочному тюремному заключению, приобретя репутацию пикардийского Марата.
В последующие годы Бабёф выдвинул смелую аграрную программу — полная ликвидация феодальных прав без выкупа, уничтожение крупной земельной собственности, распределение в долгосрочную аренду конфискованного церковного имущества вместо распродажи, раздел общинных земель и, наконец, «аграрный закон», идею которого Бабёф сформулировал ранее в книге «Постоянный кадастр» (1789).
В 1791 году Бабёф, в связи с бегством Людовика XVI, выступил за установление республиканского строя. После свержения монархии (10 августа 1792) избран в Генеральный совет департамента Сомма, а затем в директорию дистрикта Мондидье. В 1793 году работал секретарём продовольственной администрации Парижской Коммуны. На протяжении всей революции Бабёф последовательно отстаивал интересы неимущих классов, в особенности тех слоёв мануфактурного пролетариата, проживавших ещё в деревне, для которых главным источником существования уже становилась заработная плата. Критиковал Марата и даже якобинский Конвент и за недостаточное внимание к вопросу о «благосостоянии неимущего класса». Глубоко ценя Робеспьера и разделяя многие из его убеждений, тем не менее Бабёф пошёл дальше — он хотел фактического равенства среди людей, считая это идеалом общественного устройства. Опыт якобинской диктатуры и деятельность по распределению продовольственных ресурсов столицы привели Бабёфа к мысли о практической возможности осуществления «общества совершенного равенства».
В период якобинской диктатуры он выступал за немедленную бесплатную раздачу земель беднякам. Бабёф однако натолкнулся на враждебность своих более умеренных коллег из муниципальной администрации, которые воспользовались оплошностью Бабёфа при оформлении одного из актов о продаже национальных имуществ и изгнали его с поста, возбудив против него судебное преследование. В августе 1793 по ложному обвинению в подлоге он был приговорён к 20 годам каторги, а в ноябре опять арестован и содержался в заключении. На протяжении всего периода якобинской диктатуры Бабёф упорно добивался пересмотра своего дела; выйдя из парижской тюрьмы в декабре 1793 года, он вновь оказался в тюрьме в Мондидье и, наконец, был освобождён за девять дней до термидорианского переворота.
Освобождённый ко времени 9 термидора, он через несколько недель становится убеждённым противником термидорианского Конвента, выступает против него в своей газете «Journal de la liberté de la presse» («Газета свободы печати»), переименованной вскоре в «Le Tribun du peuple» («Народный трибун»).
В феврале 1795 года Бабёф вновь подвергся аресту. Освобождённый по амнистии (октябрь 1795), он возобновляет издание «Народного трибуна» и становится вместе с Ф. Буонарроти, О.-А. Дарте, Ш. Жерменом и другими организатором и руководителем коммунистического движения «во имя равенства».
Весной 1796 года возглавляет «Тайную повстанческую директорию» и готовит народное выступление.
В организации участвовали различные лица: Друэ, Ш. Жермен, портной Тиссо и др. В результате предательства одного из участников движения Ж. Гризеля заговор был раскрыт и все его руководители и ряд участников были 10 мая 1796 года арестованы. 26 мая 1797 года суд в Вандоме приговорил Бабёфа и Дарте к смертной казни. После объявления приговора Бабёф и Дарте пытались заколоть себя кинжалами и нанесли себе тяжёлые ранения; утром следующего дня полумёртвыми они были отнесены на эшафот и гильотинированы. 
Идеи Бабёфа и его сторонников (бабувистов) являются предшественниками научного коммунизма. На основании опыта революции Бабёф пришёл к выводу о невозможности немедленного осуществления «чистой демократии» и необходимости установления временной революционной диктатуры в период перехода от старого общества к коммунистическому.
Признание необходимости диктатуры явилось одной из важнейших черт наследия бабувизма. В случае успеха восстания Бабёф и его сторонники собирались провести ряд экономических мероприятий в целях немедленного улучшения положения народных масс и реализовать план создания «национальной коммуны», которая должна была заменить частное хозяйство. Слабой стороной их взглядов являлась «грубая уравнительность», а из-за невозможности широкой агитации — отсутствие опоры на широкие народные массы.

## Сочинения
1. Correspondance de Babeuf avec l’Academie d’Arras (1785—1788). — P. 1961.
2. Pages choisies de Babeuf recueillies… par. М. Dommanget. — P. 1935.

## Память
В Астрахани есть улица Бабефа.